# Kelly Johnson (ingeniero)
Clarence Leonard "Kelly" Johnson (27 de febrero de 1910 – 21 de diciembre de 1990) fue un innovador ingeniero aeronáutico estadounidense. Obtuvo un gran reconocimiento por sus contribuciones a muchos diseños de aeronaves notables, especialmente por los aviones espía Lockheed U-2 y SR-71 Blackbird, incluyendo también al P-38 Lightning, P-80 Shooting Star y F-104 Starfighter, entre muchos otros. Como miembro y primer líder de la división Skunk Works de Lockheed, Johnson trabajó más de cuatro décadas y fue respetado como una figura con "genio organizacional". Jugó un papel fundamental en el diseño de más de cuarenta aeronaves, incluyendo varias galardonadas con el prestigioso Collier Trophy, adquiriendo la reputación de ser uno de los diseñadores aeronáuticos más prolíficos y talentosos en la historia de la aviación. En 2003, como parte de la conmemoración del centenario del primer vuelo de los Hermanos Wright, la publicación Aviation Week & Space Technology presentó un listado de las 100 personalidades "más importantes, interesantes e influyentes" en el primer siglo aeroespacial, ubicándolo como 8º. Hall Hibbard, el jefe de Johnson en Lockheed, se refirió a su ascendencia sueca diciéndole a Ben Rich en alguna oportunidad: "ese condenado sueco realmente ve el aire".

## Primeros años

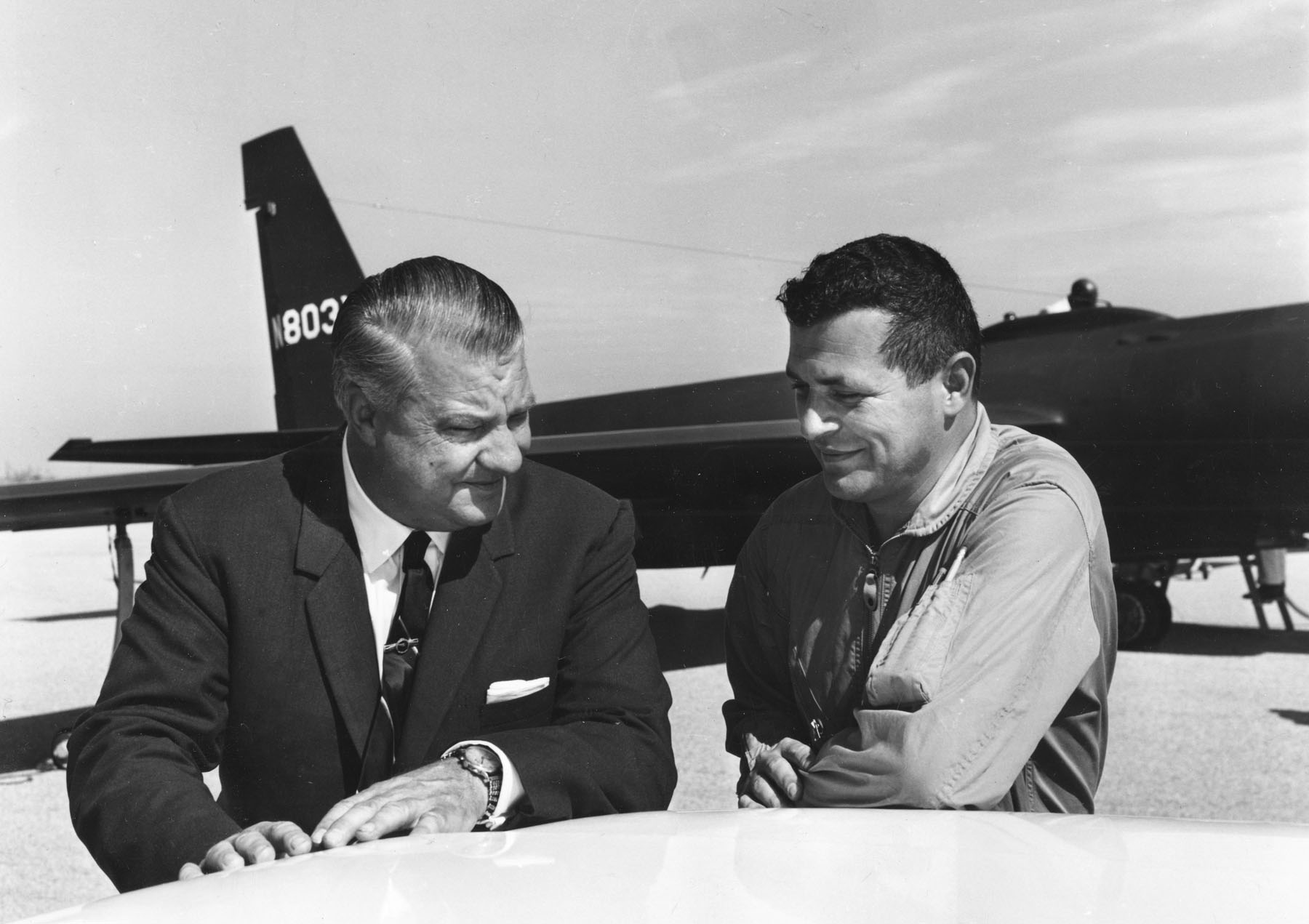
Kelly Johnson y Gary Powers en frente de un U-2.

Kelly Johnson nació en el remoto poblado minero de Ishpeming, Míchigan. Sus padres eran suecos, de la ciudad de Malmö, condado de Scania. Kelly se avergonzaba de la pobreza de su familia, prometiéndose conferirle prestigio algún día. Johnson tenía 13 años cuando ganó un premio por su primer diseño de avión. Se abrió paso en la Flint Central High School graduándose en 1928, asistiendo luego a la Flint Junior College, ahora conocida como Mott Community College, y finalmente a la Universidad de Míchigan en Ann Arbor, donde recibió su Título de Maestría en Ingeniería Aeronáutica.
Mientras cursaba su educación secundaria en Míchigan fue ridiculizado por su nombre, Clarence. Algunos muchachos empezaron a llamarle "Clara". Una mañana mientras esperaba en la fila para entrar al aula de clases, un muchacho comenzó a molestarlo como de costumbre llamándolo Clara; Johnson lo golpeó tan fuerte que le rompió una pierna, por lo que sus compañeros entendieron que no era una "Clara" después de todo y decidieron llamarlo Kelly. El apelativo provenía de una canción popular de entonces "Kelly with the Green Neck Tie". A partir de ese momento sería conocido como Kelly Johnson.
En 1937 Johnson contrajo matrimonio con Althea Louise Young, quien trabajaba en el departamento de contabilidad de Lockheed; ella falleció en diciembre de 1969. En mayo de 1971 se casó con su secretaria Mary Ellen Elberta Meade de Nueva York, quien murió tras una larga enfermedad el 13 de octubre de 1980 a sus 38 años de edad. Luego se casó con una amiga de Meade, Nancy Powers Horrigan en noviembre de 1980.
Publicó un libro autobiográfico en 1985 titulado Kelly: More Than My Share of it All (Kelly: Más Que Mi Parte de Todo) (ISBN 0-87474-491-1). Johnson murió a los 80 años en el St. Joseph Medical Center de Burbank, tras una larga enfermedad. Está enterrado en el cementerio Forest Lawn de Los Ángeles, California.

## Carrera en Lockheed

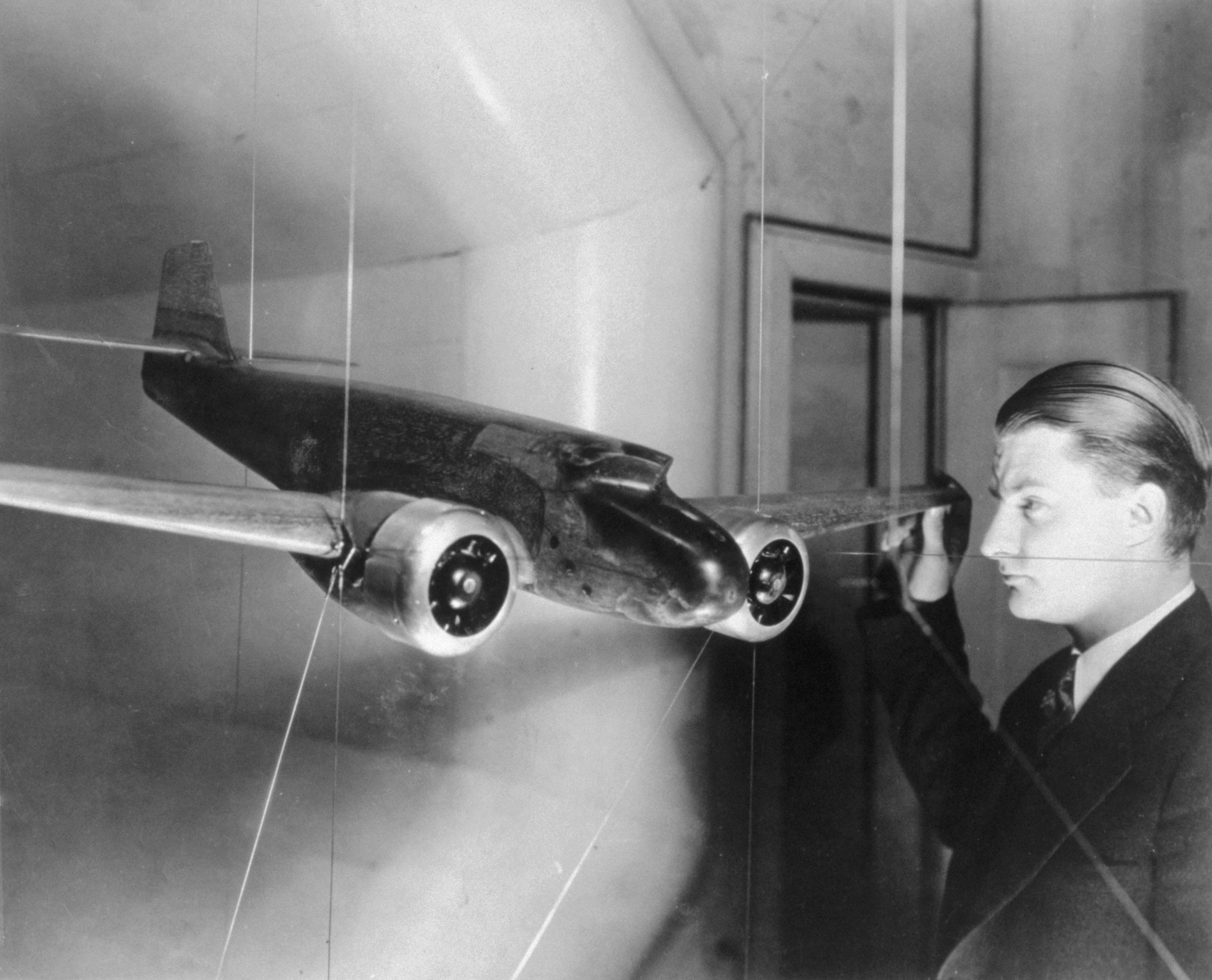
Kelly Johnson participando en el diseño del Lockheed Modelo 10 Electra, probando un modelo con un estabilizador vertical sencillo en el túnel de viento de la Universidad de Míchigan.

Kelly Johnson participó en el diseño del Lockheed Modelo 10 Electra, sometiendo a pruebas un modelo a escala con un estabilizador vertical sencillo en el túnel de viento de la Universidad de Míchigan. Encontró que el avión no presentaba una estabilidad direccional adecuada, pero su profesor pensaba que sí y lo reportó de tal modo a Lockheed. Tras completar su maestría en 1933, Johnson se unió a Lockheed Company como diseñador de herramental con un salario de 83 dólares por mes. Poco después de comenzar su trabajo en Lockheed, Johnson convenció a Hall Hibbard, el ingeniero jefe, sobre el defecto que antes había encontrado en el Lockheed Mod.10 Electra; así Hibbard lo envió de regreso a Míchigan para que realizara más pruebas, que resultaron en varias modificaciones del modelo en el túnel de viento, incluyendo la característica cola (empenaje) en forma de "H" para resolver el problema. Lockheed aceptó las sugerencias de Johnson y el Modelo 10 se convirtió en un éxito. Esto atrajo la atención de la directiva de Lockheed, por lo que fue promovido a ingeniero aeronáutico.
Tras ser asignado como ingeniero de vuelo de prueba, analista de estrés, aerodinamista, e ingeniero de pesos y balance, se convirtió en ingeniero jefe de investigación en 1938. En 1952 fue encargado como ingeniero en jefe de la planta de Lockheed en Burbank, California, que luego se convertiría en la Lockheed-California Company. En 1956 fue ascendido a Vicepresidente de Investigación y Desarrollo.
Johnson se convirtió en Vicepresidente de Advanced Development Projects (ADP, Proyectos de Desarrollo Avanzado) en 1958. Las primeras oficinas de ADP eran prácticamente inhabitables; el hedor proveniente de una fábrica de plásticos en los alrededores era tan fuerte que uno de los ingenieros empezó a responder al teléfono de uso interno de Lockheed como "Skonk Works!" en referencia a la tira cómica de la época del dibujante Al Capp, Li'l Abner, en la que Skonk Works (escrito con -o-) era la fábrica donde se hacía el Jugo Kickapoo Joy donde trabajaba Big Barnsmell (nombre que traduciría Gran Olor-a-Granero). Cuando el nombre "salió a la luz", Lockheed ordenó cambiar el nombre a "Skunk Works" (que traduce dos acepciones: Trabajos de la Mofeta o Mofeta trabajando) para evitar problemas legales por usar un término registrado con derechos de autor. El apelativo se difundió rápidamente por la comunidad aeroespacial y se convirtió en una referencia común para las oficinas de ingeniería y desarrollo; sin embargo, "Skunk Works" es en práctica el departamento Lockheed ADP. Allí se desarrollaron el F-104 Starfighter y los aviones secretos de reconocimiento U-2 y SR-71 Blackbird.
Johnson lideró o contribuyó en el desarrollo de muchos aviones. Algunos ejemplos ilustran la influencia de su trabajo; a finales de la década de 1930, ayudó a liderar el equipo que desarrolló el Lockheed P-38 Lightning, un ejemplar del que eventualmente se produjeron casi 10,000 unidades en evolución continua, jugando un papel fundamental en la Segunda Guerra Mundial, descubriendo al mismo tiempo fenómenos aerodinámicos desconocidos o no contemplados previamente debido a la alta velocidad alcanzada por el avión (el factor de compresibilidad en relación con la velocidad del sonido). En 1943, en respuesta a las preocupaciones de las Fuerzas Aéreas del Ejército de los Estados Unidos sobre el desarrollo en Alemania de cazas a propulsión a chorro de alto desempeño, Johnson propuso el desarrollo de un avión similar en seis meses; el resultado fue el P-80 Shooting Star, terminado a tiempo y presentado como el primer caza norteamericano turborreactor operativo. La necesidad de encontrar espacio para desarrollar el P-80 impulsó la creación de las instalaciones que luego se llamarían Skunk Works.  Johnson también lideró el desarrollo de la familia de aviones SR-71; incluyendo numerosas innovaciones significativas, el equipo de Johnson logró crear un avión capaz de volar tan alto y tan velozmente que no pudiera ser interceptado ni derribado. Ningún otro avión a reacción ha podido alcanzar el desempeño del Blackbird.
En 1955, a petición de la CIA, Johnson inició la construcción de la base aérea de Groom Lake, Nevada, que luego se conocería como Área 51. Este proyecto sirvió como ubicación secreta para los vuelos de prueba del U-2.
Se mantuvo en la junta directiva de Lockheed desde 1964 a 1980, convirtiéndose en Vicepresidente en 1969. Se retiró oficialmente de Lockheed en 1975 y fue reemplazado en el cargo por Ben Rich, sin embargo continuó como asesor en Skunk Works. En junio de 1983, el Lockheed Rye Canyon Research and Development Center en Santa Clarita fue rebautizado como Kelly Johnson Research and Development Center, Lockheed-California Company, en honor a sus 50 años de servicio para la compañía.
Varios factores contribuyeron a la extraordinaria carrera de Johnson. Era un talentoso diseñador e ingeniero; por ejemplo, podía estimar rápidamente y con precisión características de diseño como el centro de masa u otras consideraciones que usualmente se pueden determinar tras una larga serie de cálculos. También era un vendedor excelente y ambicioso, promoviendo ideas agresivamente y también ganándose la confianza de los demás. Adicionalmente, creaba equipos y ambientes de trabajo donde florecía la creatividad y la productividad.

## Contribución en aeronaves.
Mientras estuvo en Lockheed, Johnson lideró el equipo de diseñó del caza P-38 Lightning, hizo posible la instalación de flaps Fowler para el Model 14 Super Electra y jugó un papel principal en convertirlo en el Lockheed Hudson de la Real Fuerza Aérea en un plazo muy corto en 1938. Trabajó en el desarrollo del Constellation, cuya orden inicial y parámetros de desempeño fueron especificados por la aerolínea TWA de Howard Hughes.
Johnson contribuyó en el diseño de los siguientes aviones Lockheed:
- Orion 9D

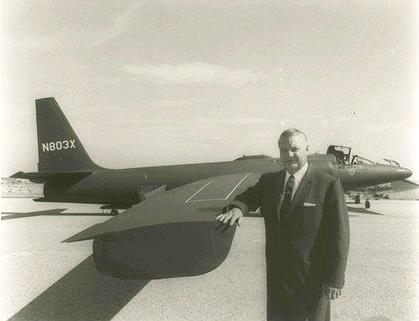
Kelly Johnson con una variante inicial de U-2.

- Model 10 Electra/XC-35/C-36/Y1C-37
- Model 12 Electra Junior
- Model 14 Super Electra
- Model 18 Lodestar
- PV-1 Ventura/B-37
- P-38 Lightning
- Familia Constellation
- P-80 Shooting Star (el primer caza a reacción estadounidense producido exitosamente)
- T-33 y TV-2 (variantes de entrenamiento desarrolladas a partir del P-80)
- P2V Neptune
- XF-90
- F-94 Starfire
- X-7
- F-104 Starfighter
- F-117A Nighthawk
- C-130 Hercules
- U-2
- Archangel A-12
- YF-12
- SR-71
- M-21
- D-21
- JetStar/C-140

## Las 14 Reglas de Administración de Kelly Johnson
El famoso estilo administrativo "con los pies bien firmes en tierra" de Johnson se resume en su lema "Se ágil, callado y a tiempo" (Be quick, be quiet, and be on time). Gerenció Skunk Works bajo las 14 Reglas de Kelly Archivado el 5 de enero de 2014 en Wayback Machine.:
1. El gerente de Skunk Works debe delegar prácticamente el control completo de su programa en todos los aspectos. Debe reportarse con el presidente de la división o superior.
2. Oficinas de proyecto fuertes pero pequeñas deben ser provistas tanto por la milicia como por la industria.
3. El número de personas que tenga cualquier conexión con el proyecto debe ser restringido en un modo casi visceral.
4. Debe proveerse un sistema de producción de dibujos y de dibujos bastante simples con gran flexibilidad para poder ser intervenidos
5. Debe existir un número mínimo de reportes requeridos, pero el trabajo de importancia debe ser registrado profusamente.
6. Debe existir una revisión mensual de los costes que contemplen no sólo cifras de lo gastado o comprometido, también de los costes proyectados para concluir con el programa
7. El contratista debe ser delegado y debe asumir una responsabilidad por encima de lo normal para conseguir ofertas de proveedores con quienes subcontratar durante el proyecto. Proceder con ofertas de tipo comercial usualmente resulta mejor que aquellas procedentes de la milicia.
8. El sistema de inspección como es manejado actualmente por Skunk Works, ha sido aprobado tanto por la Fuerza Aérea como por la Armada, cumple con las intenciones de los requerimientos militares existentes y debería usarse en nuevos proyectos. Impulsar mayor responsabilidad en la inspección básica recae en subcontratistas y proveedores. No duplicar dicha inspección.
9. El contratista debe delegar a la autoridad para probar su producto final en vuelo. Él puede y debe probarlo en las etapas iniciales. De no hacerlo, rápidamente bajará la capacidad para diseñar otros vehículos.
10. Las especificaciones que determinan el soporte físico deben ser ser acordadas con bastante antelación a la contratación. La práctica de Skunk Works de tener una sección de especificación que indica claramente y a conciencia qué elementos importantes de especificación militar no podrán ser completados con las razones que lo justifican es altamente recomendable.
11. Un programa debe ser financiado oportunamente de manera que el contratista no deba acudir con urgencia a los bancos para sostener proyectos que son responsabilidad del gobierno.
12. Debe existir confianza mutua entre la organización militar del proyecto y el contratista, una estrecha cooperación y coordinación basadas en el día a día. Esto elimina los malentendidos y la correspondencia a mínimos absolutos.
13. El acceso de desconocidos al proyecto o a su personal debe ser estrictamente controlado y vigilado con medidas de seguridad apropiadas.
14. Debido a que solo pocas personas prestarán su servicio como ingenieros y la mayoría restante en otras áreas, se deben proveer medios que recompensen el buen desempeño basados en resultados económicos, no en el número de personas involucradas.

Es de notar que Kelly tenía una 15.ª regla que él vociferaba en las oficinas. De acuerdo con el libro "Skunk Works" dicha regla reza: "Es mejor pasar hambre antes que hacer negocios con la condenada Armada. No saben qué demonios es lo que quieren y te pueden acorralar contra la pared antes de romperte el corazón o cualquier parte expuesta de tu cuerpo".

## Premios y condecoraciones
- 1932 (septiembre) Sheehan Fellowship in Aeronautics, en la Universidad de Míchigan.
- 1937 Premio Lawrence Sperry, otorgado por el Instituto de Ciencias Aeronáuticas por sus "Importantes mejoras en el diseño aeronáutico de aeronaves comerciales de alta velocidad"
- 1940 Medalla Hermanos Wright, otorgada por la SAE (Sociedad de Ingenieros Automotrices) por el "Controlar problemas de timón en aviones de cuatro motores."
- 1956 Premio Sylvanus Albert Reed, otorgado por el Instituto de Ciencias Aeronáuticas por el "Veloz diseño y desarrollo de aeronaves subsónicas y supersónicas de alto desempeño."
- 1956 Elegido "Aviation Man of the Year" por un grupo de escritores de Aviación a cargo del Comité de Actividades de Aerolíneas, que representa a 7,000 empleados de aerolínea.
- 1958 Elegido como Miembro Distinguido de la Asociación de Pioneros del Jet en Estados Unidos de América.
- 1959 Co-Receptor del Collier Trophy como diseñador aeronáutico del F-104 Starfighter, compartiendo el honor con General Electric (por el motor J79) y la Fuerza Aérea Estadounidense (por las marcas batidas en vuelo). El año anterior el F-104 había recibido el mismo premio por ser el "Mayor logro de la aviación de Estados Unidos."
- 1960 La Medalla de Oro General Hap Arnold, otorgada por el los Veteranos de Guerra en el Extranjero por el "Diseño del avión de investigación a gran altura U-2."
- 1961 Elegido como uno de los 50 ciudadanos estadounidenses sobresalientes por su desempeño meritorio en su campo de actividad, honrado como Invitado de Honor en el primer banquete anual de Golden Plate. El honor fue concedido después de votación en el Panel Nacional de Estadounidenses Distinguidos de la Academia de Logros de Monterey, California.
- 1963 Premio Theodore von Karman, otorgado por la Asociación de la Fuerza Aérea por "Diseñar y dirigir el desarrollo del U-2, concediéndole al Mundo Libre uno de los instrumentos invaluables para seguir defendiendo su libertad."
- 1963 Elegido Miembro Honorario de la Asociación Médica Aeroespacial, en agradecimiento a su interés sincero y sus actividades efectivas como parte del desenvolvimiento de su trabajo.
- 1964 Medalla Presidencial de la Libertad, otorgada por el presidente Lyndon B. Johnson en una ceremonia dentro de la Casa Blanca. Es el honor civil más alto que pueda otorgar un presidente estadounidense, reconociendo "Contribuciones significativas a la calidad de vida estadounidense". Johnson fue citado gracias a sus avances en aeronáutica.
- 1964 El Premio al Suceso (Award of Achievement), otorgado por el Club de Aviación Nacional de Washington D. C., gracias a su "Logro excepcional en el diseño y desarrollo de aviones a lo largo de los años, incluyendo modelos como el Constellation, el P-80. el F-104, JetStar y U-2, culminando en los avances en metalurgia y desempeño obtenidos con el A-11 (YF-12A).
- 1964 Collier Trophy (su segundo), siguiendo el trabajo en el YF-12, capaz de volar a más de 2,000 millas por hora (3,200 km/h). A esto se le suma el reconocimientoa este proyecto durante el año anterior como "el mayor logro de la aviación estadounidense".
- 1964 Premio Theodore von Karman Award (su segundo), otorgado por la Asociación de la Fuerza Aérea por su trabajo en el A-11 (YF-12A) Interceptor
- 1964 Grado Honorario como Doctor en Ingeniería de la Universidad de Míchigan
- 1964 Grado Honorario como Doctor en Ciencias de la Universidad del Sur de California
- 1965 Grado Honorario como Doctor en Leyes de la Universidad de California en Los Ángeles.
- 1965 Ingeniero del Año de San Fernando Valley, designado por el Concilio de Ingenieros de Valley de San Fernando de California.
- 1965 Elegido Miembro de la Academia Nacional de Ingeniería (Estados Unidos).
- 1965 Elegido Miembro de la Academia Nacional de Ciencias de Estados Unidos.
- 1965 Escogido como uno de los primeros veinte hombres en ser incluidos en el Salón Internacional de la Fama Aeroespacial en San Diego, California.
- 1966 Premio Sylvanus Albert Reed (su segundo) entregado por el Instituto de Ciencias Aeronáuticas y Astronáutica "En reconocimiento a sus notables contribuciones a las ciencias aeroespaciales, resultado de investigaciones experimentales y teóricas".
- 1966 Medalla Nacional de Ciencia, otorgada por el presidente Lyndon B. Johnson en la Casa Blanca.
- 1966 Premio de Defensa Nacional Thomas D. White, otorgado por la Academia de la Fuerza Aérea Estadounidense en Colorado Springs, Colorado, en reconocimiento a "sus grandes contribuciones a la defensa y seguridad nacional de los Estados Unidos".
- 1967 Elegido Miembro Honorario del Instituto Estadounidense de Aeronáutica y Astronáutica.
- 1968 Elegido Miembro de la Sociedad Real de Aeronáutica.
- 1969 Premio Conmemorativo General William Mitchell, otorgado por Aviators Post #743 de la Legión Americana.
- 1970 Galardonado con la Medalla Spirit of St. Louis de la Sociedad Estadounidense de Ingenieros Mecánicos.
- 1970 Junto a la planta de Proyectos de Desarrollo Avanzado de Lockheed, que dirigió hasta su retiro en 1975, aceptó el primer Premio Anual al Logro en Materiales de Ingeniería de la Sociedad Estadounidense de Metalurgia.
- 1970 Premio al Mérito en Ingeniería, otorgado por el Instituto de Ingeniería Avanzada en Beverly Hills, California.
- 1970 Honrado por la Asociación de la Fuerza Aérea, en Washington D. C., por el diseño del P-38 Lightning
- 1971 Premiado con la Sexta Medalla Anual de Fundadores, por la Academia Nacional de Ingeniería (NAE) en el Hotel Statler-Hilton, en Washington D. C., en reconocimiento a sus contribuciones a la ingeniería.
- 1972 Galardonado con el Premio Caballero Plateado por el Club de Gerencia de Lockheed de California en el Hollywood Palladium por sus aportes al éxito de Lockheed.
- 1973 Premiado con el primer premio "Clarence L. Johnson Award" por la Sociedad de Ingenieros de Vuelo de Prueba en Las Vegas, Nevada, por sus aportes a la ingeniería de aviación y vuelos de prueba.
- 1973 Premio Conmemorativo Civil Kitty Hawk de la Cámara de Comercio de Los Ángeles por sus notables contribuciones en el campo de la aviación.
- 1974 Premio al Servicio Excepcional de la Fuerza Aérea por su gran cantidad de aportes sobresalientes de la Fuerza Aérea de los Estados Unidos. Otorgado por el Secretario de la Fuerza Aérea, John McLucas.
- 1974 Inducido en el Salón de la Fama de la Aviación Estadounidense en Dayton, Ohio, por sus notables aportes a la aviación.
- 1975 Galardonado con la Medalla de Distinción de Inteligencia de la Agencia Central de Inteligencia (CIA) por su trabajo en sistemas de reconocimiento.
- 1975 Galardonado con el Wright Brothers Memorial Trophy por sus aportes vitales y duraderos por más de 40 años en el diseño y desarrollo de aeronaves militares y comerciales.
- 1978 El Instituto Estadounidense de Aeronáutica y Astronáutica ofreció una noche "En Saludo a Kelly Johnson".
- 1980 Galardonado con el Bernt Balchen Trophy, el premio más importante la Asociación de la Fuerza Aérea del Estado de Nueva York. El trofeo es otorgado anualmente a "una eminencia individual cuyos aportes en el campo de la aviación hayan sido únicos, extensos o de gran significación." Esto precedió la presentación del A-12.
- 1981 Galardonado con la Medalla de Servicio Público Distinguido del Departamento de Defensa, entregado por Harold Brown.
- 1981 Honrado por la Sociedad de Ingenieros Automotrices (SAE) por su habilidad para motivar equipos pequeños para trabajar con tiempos y presupuestos restringidos para crear diseños de avión revolucionarios.
- 1981 La Fuerza Aérea de los Estados Unidos crea el "Kelly Johnson Blackbird Achievement Trophy" para reconocer a la persona o grupo que haya hecho su contribución más significativa a los Programas U-2, SR-71 o TR-1 desde la reunión del año anterior.
- 1981 Medalla Daniel Guggenheim, "Por sus brillantes diseños de una gran cantidad de aeronaves dirigidas al establecimiento de la paz, de tipo comercial, combate y de reconocimiento, y por sus técnicas de gestión innovadoras que permitieron desarrollar estos aviones en tiempo récord a costo mínimo".
- 1982 Premio al Servicio Meritorio a la Aviación concedido por la Asociación Nacional de Aviones de Negocios, reconociendo el diseño de más de 40 aviones, incluyendo el primer jet de negocios del mundo, el JetStar.
- 1983 El Aeroclub de California del Sur le otorgó el Premio Conmemorativo Howard Hughes de 1982 a C. L. "Kelly" Johnson como un líder en la aviación. El destinatario tiene que haber dedicado una parte importante de su vida a la investigación en la aviación como una ciencia y como arte. La medalla tiene grabada la frase: "Su visión formó el concepto, su valor forjó la realidad".
- 1983 La Medalla Presidencial de la Seguridad Nacional fue otorgada por el presidente Ronald Reagan a Clarence L. Johnson por su "Servicio excepcional emérito desarrollando en un cargo de alta responsabilidad y que haya logrado sobresalientes aportes a la Seguridad Nacional de la Nación".
- 1984 Honorary Royal Designer for Industry (HonRDI, Diseñador Real Honorario para la Industria), en reconocimiento de sus logros en el diseño aeronáutico, conferido por la Real Sociedad para el enaltecimiento de las Artes, Fabricantes y Comercio, en Londres.
- 2003 Designado 8.º en el Listado de la publicación Aviation Week & Space Technology "All-Time Top 100 Stars of Aerospace and Aviation" ó "100 Celebridades Más Importantes en el campo Aeroespacial y la Aviación".[14]

## Membresías
- Miembro honorario del Instituto Estadounidense de Aviación y Aeronáutica.
- Socio de la Real Sociedad Aeronáutica.
- Miembro de la Sociedad de Ingenieros Automotrices.
- Miembro de la fraternidad de ingenieros Tau Beta Pi.
- Miembro de Sigma Xi, the Scientific Research Society